# András Hegedüs
Dans le nom hongrois Hegedüs András, le nom de famille précède le prénom, mais cet article utilise l’ordre habituel en français András Hegedüs, où le prénom précède le nom.
András Hegedüs (31 octobre 1922-23 octobre 1999) est un homme d'État hongrois.

## Biographie
Né dans une famille modeste de fermier, il fait en 1941 des études de génie électrique à l'Université de technologie de Budapest.. En 1942 il rencontre Ferenc Donáth et Béla Szalai et milite dans le parti communiste clandestin. Il est arrêté en 1944 et condamné à deux ans de prison par les fascistes hongrois et s'évade quatre mois plus tard.  En 1945 il rejoint la direction du  Magyar Demokratikus Ifjúsági Szövetség (Madisz), association des jeunes démocrates hongrois. En 1948 il rejoint le parti des travailleurs hongrois (MDP). En 1951 il est  secrétaire d'état à l'agriculture puis en mars 1952 ministre de la sylviculture et l'agriculture, en juin 1953 ministre des fermes d'état et des forêts. En juillet 1953 il est nommé premier vice président du conseil des ministres et de nouveau ministre de l'agriculture. Il est nommé président du conseil des ministres (premier ministre) par István Dobi le 18 avril 1955. 
Le 23 octobre 1956 les étudiants manifestent à Budapest et déclenchent les évènements révolutionnaires.  Le lendemain le 24 octobre 1956 le jour de l'entrée des chars russes à Budapest il est démis de ses fonctions et remplacé par  Imre Nagy puis il s'envole pour l'URSS avec Ernő Gerő premier secrétaire du parti communiste hongrois. Hegedüs à la demande expresse de Iouri Andropov signe le 26 octobre 1956 une demande d'intervention des forces russes en Hongriepour selon ses mots abattre une « contre-révolution fasciste », demande antidatée au 24 octobre 1956 et transmise par télégramme crypté le 28 octobre 1956 par Andropov. Il revient en Hongrie en 1962. Il abandonne la politique et  crée en 1968 à l'Académie des sciences de Hongrie des groupes de recherche en sociologie. Il dirige la revue Valóság (réalité). Il s'est opposé vivement à l'intervention des forces du Pacte de Varsovie en Tchécoslovaquie.

## Source
- Harris Lentz Heads of states and governments since 1945 éd.Routledge 2013 p. 1521  (ISBN 1-884964-44-3)